# Archéoforum
L'Archéoforum de Liège est un musée archéologique inauguré en 2003. Situé en souterrain au cœur historique de Liège, il est le fruit des différentes campagnes de fouilles entreprises sur le site de l'ancienne Cathédrale Notre-Dame-et-Saint-Lambert depuis 1907. Propriété de la Région wallonne, il est géré par l'agence wallonne du patrimoine (AWAP).

## Description
Sur une surface de 3 725 m2, l'Archéoforum emmène le visiteur à la redécouverte de l'histoire depuis le mésolithique jusqu'à nos jours en passant par toutes les grandes étapes qu'a connu le site. Et principalement les traces de :
- objets préhistoriques
- la villa gallo-romaine
- l'église mérovingienne
- la cathédrale carolingienne
- la cathédrale ottonienne
- la cathédrale gothique

Le site, à l'origine un petit plateau surplombant le confluent de la Légia avec la Meuse, témoigne en effet d'une occupation continue de plusieurs milliers d'années. Une présence sur le site est attestée depuis 50 000 à 100 000 ans, avec une occupation permanente depuis 9 000 ans dont témoignent les vestiges exposés.
L'Archéoforum de Liège est situé place Saint-Lambert, au centre de Liège. Son entrée se trouve face au lieu de l'attentat survenu le 13 décembre 2011. 
Depuis 2016, l'Archéoforum de Liège fait partie du projet Terra Mosana avec plusieurs partenaires de l'Euregio Meuse-Rhin.

## Voir aussi

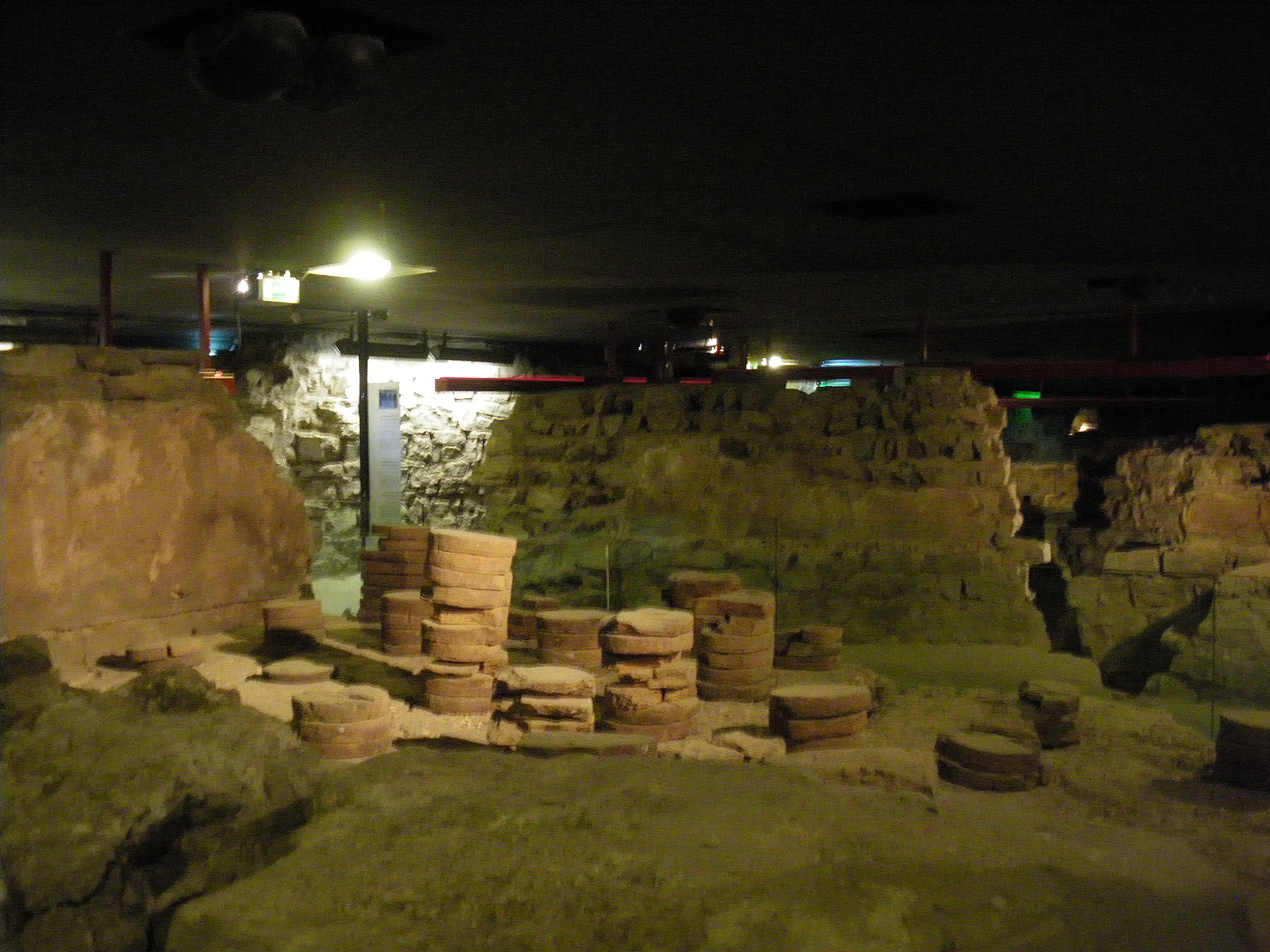
L'hypocauste romain.